# J. Lyter Donaldson
Joseph Lyter Donaldson (* 10. April 1891 in Carrollton, Carroll County, Kentucky; † 27. März 1960 in Louisville, Kentucky) war ein US-amerikanischer Politiker (Demokratische Partei) und Rechtsanwalt.
Lyter Donaldson, eines von vier Kindern des Anwalts Joseph A. Donaldson, studierte am Centre College und absolvierte seinen Abschluss in Rechtswissenschaften an der Cumberland University in Lebanon (Tennessee). Ab 1913 war er als Anwalt in seiner Heimatstadt Carrollton tätig und wurde 1921 zum Bezirksanwalt gewählt, dessen Amt er bis 1930 innehatte. Er war Gründungsmitglied und erster Präsident des Rotary Clubs in Carrollton. Nach dem Tod seines Vaters am 1. August 1930 übernahm er die Funktion seines Vaters als Präsident der First National Bank.
Von 1930 bis 1936 war er Mitglied der Kentucky State Highway Commission, deren Vorsitz er 1935 übernahm. 1939 leitete er den Gouverneurswahlkampf von Keen Johnson, der ihn zum State highway commissioner ernannte. 1943 kandidierte er für die Demokratische Partei als Gouverneur von Kentucky. In der parteiinternen Vorwahl am 7. August setzte er sich mit 135.576 Stimmen gegen seine drei Parteikollegen durch. Die Gouverneurswahl verlor er gegen den Republikaner Simeon Willis mit 270.525 (48,9 %) zu 279.144 Stimmen.
1959 beteiligte er sich an der Gouverneurswahl von Bert Combs. Am 27. März 1960 starb er an einem Herzanfall während eines Besuchs von Freunden in Louisville mit 68 Jahren. Begraben ist J. Lyter Donaldson in seiner Heimatstadt Carrollton. 